# Naxxar Entrenchment

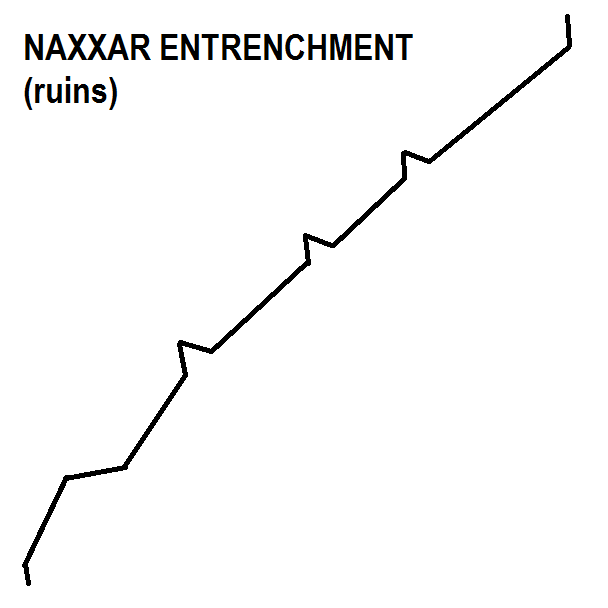
Mapa Naxxar Entrenchment

Naxxar Entrenchment (malt. Trunċiera fin-Naxxar) – przednia linia obronna piechoty entrenchment w Naxxar, na Malcie, która została zbudowana w XVIII wieku przez Zakon Maltański. Dzisiaj leży w ruinie, lecz wciąż jest najlepiej zachowaną wewnątrzlądową fortyfikacją tego typu na Malcie.

## Historia
Naxxar Entrenchment jest częścią serii fortyfikacji zbudowanych we wczesnych latach XVIII wieku przez Zakon św. Jana. Program budowlany rozpoczęto w latach 1714–1716 budową baterii nadbrzeżnych, redut oraz nadbrzeżnych entrenchments. Około 1722 uświadomiono sobie, że nie ma wystarczającej ilości żołnierzy do obsadzenia tych wszystkich fortyfikacji, więc Zakon zdecydował, że w wypadku inwazji mogą oni wycofać się do Great Fault, dużego uskoku przecinającego w poprzek północną Maltę.
Aby było to możliwe, zaczęto budować w pobliżu uskoku serię linii obronnych. Były one podobne do zbudowanych wzdłuż linii brzegowej, z tą główną różnicą, że powstawały w głębi lądu. Naxxar Entrenchment został zbudowany na wysokim terenie Great Fault, kiedy inne zbudowano w Falca Gap, San Pawl tat-Tarġa i innych strategicznych miejscach.
Entrenchment, składający się z czterech redanów połączonych kurtynami, powstał w 1722. Zbudowany został sposobem pietra a secco (na „suchy kamień”, bez zaprawy). Wzdłuż fortyfikacji wykopana została też sucha fosa.
Entrenchment został włączony przez Brytyjczyków w strukturę Victoria Lines.

## Stan współczesny

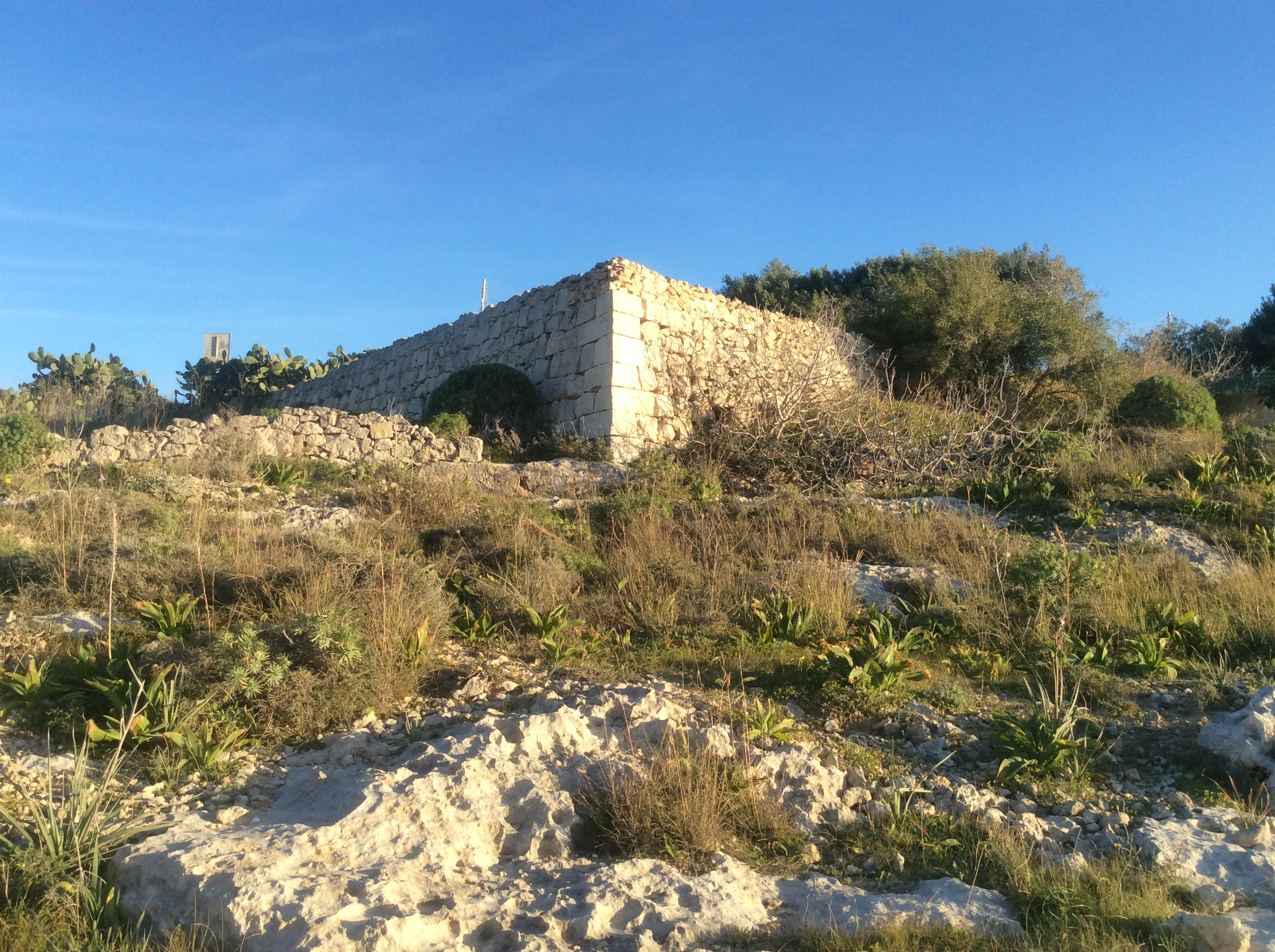
Jeden z redanów

Współcześnie entrenchment leży w ruinie, lecz uważa się go za najlepiej zachowaną w głębi lądu tego typu fortyfikację na Malcie. Większość murów kurtynowych zawaliła się w latach 70. XX wieku, lecz redany zachowały się przeważnie nieuszkodzone. Część fortyfikacji jest przecięta przez Triq is-Salina, drogę wiodącą do Magħtab i Saliny.
Naxxar Entrenchment znajduje się na liście National Inventory of the Cultural Property of the Maltese Islands pod nr 01427.